# 綠膿桿菌
綠膿桿菌，又稱銅綠假單胞菌（學名：Pseudomonas aeruginosa），是一種革蘭氏陰性菌、好氧、呈長棒形的細菌，只有單向的運動性。牠是一種機會性感染細菌，且對植物亦是機會性感染的。
與其他假單胞菌屬的細菌一樣，綠膿桿菌分泌多種的色素，包括綠膿菌素（呈青色）、螢光素（呈螢光黃色）及綠膿菌紅素（呈啡紅色）。假單胞菌屬培養基P就是用作增加綠膿菌素及綠膿菌紅素的生產，而假單胞菌屬培養基F就是加強螢光素的生成。

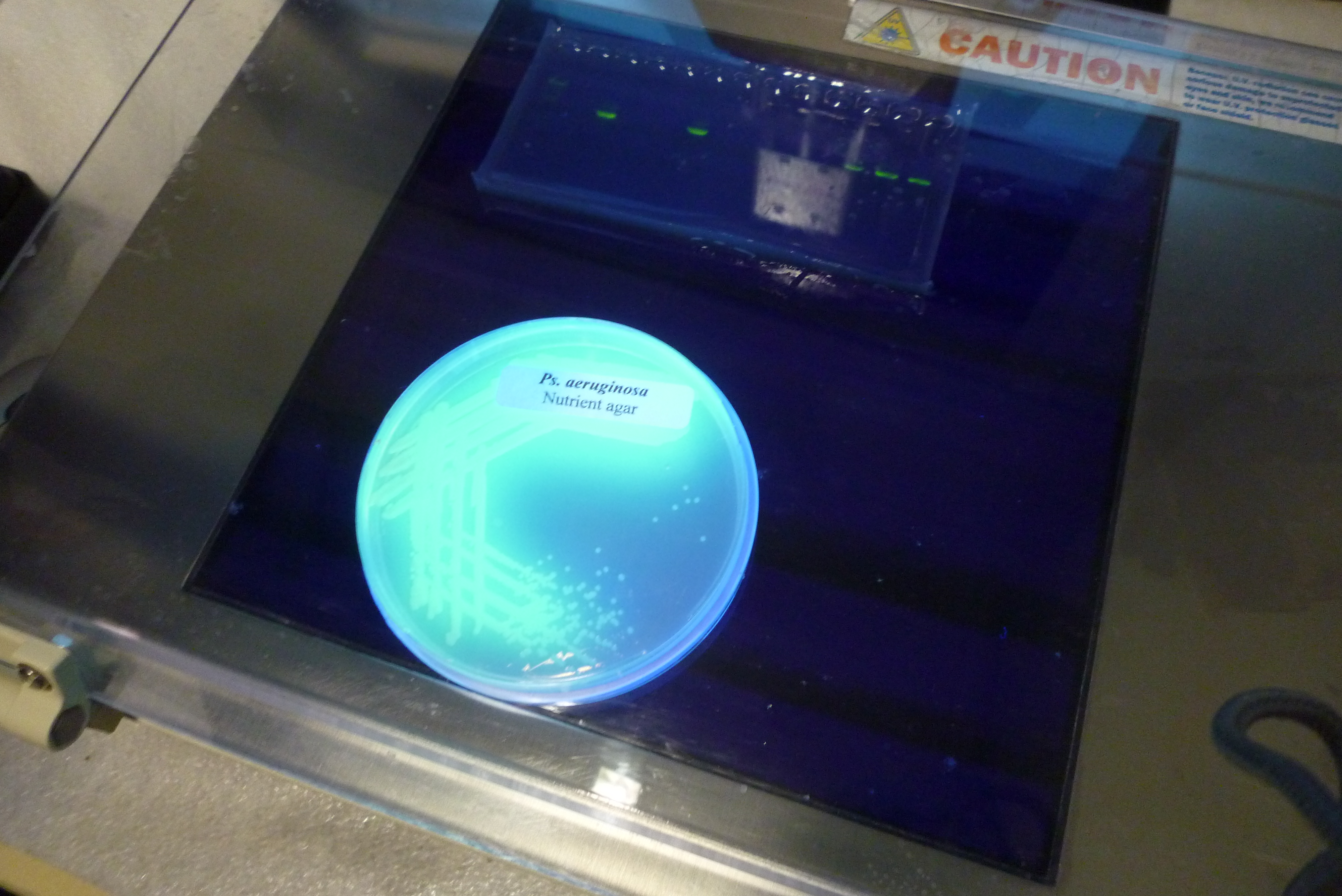
在紫外光下發出綠色螢光的綠膿桿菌

綠膿桿菌的特徵是牠那如珠母般的外形及在試管內的葡萄氣味。臨床確認綠膿桿菌的方法是在於綠膿菌素及螢光素的生成，且在42℃的環境下生長的能力。綠膿桿菌在柴油及航空燃料中仍能生長，更被稱為「氫碳分解菌」，能引發微生物腐蝕作用。牠會產生一種暗色的凝膠墊，一般被誤解為藻類。

## 名稱由來
綠膿桿菌的學名是Pseudomonas aeruginosa，當中的Pseudomonas是由希臘語的pseudo及monas所組成，意即虛假的單元，是早期微生物學用作描述病菌的。而Aeruginosa則是銅綠（即銅的氧化物），正好表達了這種細菌所產生的青色色素。綠膿菌素的生物合成是以群體效應來調控，就像充滿囊腫性纖維化病人肺部綠膿桿菌的生物膜一樣。

## 病因

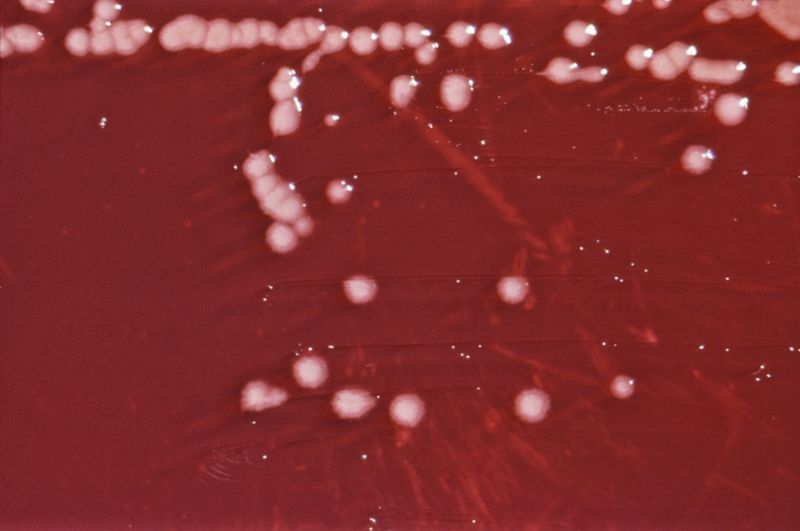
在XLD培養基的綠膿桿菌

綠膿桿菌是一種令免疫受損的機會性感染病原，一般影響肺部及泌尿道，或造成燒傷、傷口及其他血液感染，如敗血病。雖然很不常有，但綠膿桿菌亦會造成肺炎。在隱形眼鏡清潔不完全的狀況下也有機會造成眼睛角膜感染。在很多與呼吸器有關的肺炎研究中指出，綠膿桿菌是其中一種需要隔絕的細菌。綠膿菌素(pyocyanin)－一種藍綠色的有毒代謝物，就是綠膿桿菌的致病因子之一，且在氧化應激下能使秀麗隱桿線蟲死亡，但是有研究指水楊酸能抑制綠膿菌素的生成。 10%在醫院感染的病症都是由綠膿桿菌所引致的。囊腫性纖維化病人的肺部是最先感染綠膿桿菌的一群。在缺乏適當處理食水質素下，牠亦是引致皮膚炎的其中一種細菌。牠也是造成燒傷感染最普遍的細菌。

## 主要致病因子[8]
1. 綠膿菌素（Pyocyanin）：抑制纖毛活動，且可擴散至細胞內導致氧化應激，使細胞死亡。
2. 脂多醣（Lipopolysaccharide, LPS）：促發炎細胞激素產生（TLR4感知），可導致血管內皮損傷甚至瀰漫性血管內凝血(DIC)。
3. 彈性蛋白酶（Elastase）：分解組織膠原蛋白，破壞間隙促進細菌擴散。
4. 磷脂酶C（Phospholipase C）：水解細胞膜磷脂醯膽鹼（Phosphatidylcholine），使細胞破裂，可導致β溶血（β-Hemolysis）。
5. 外毒素A（Exotoxin A）：最主要致病因子，屬於A-B毒素，B亞基結合目標細胞表面HB-EGF內吞後，A亞基將NAD的ADP-Ribose轉移至真核延伸因子-2 (Eukaryotic Elongation Factor-2)上(也就是ADP-核醣基化)，使tRNA無法將胺基酸接至胜肽鏈上，阻止蛋白質合成，最終導致細胞死亡。

## 實驗室檢測
綠膿桿菌的黏液菌株最常由囊性纖維化患者的肺組織中分離出來。綠膿桿菌可以在多種培養基上培植出黃綠或黃棕色的菌落，包括非選擇性的血瓊脂和選擇性的馬康基氏瓊脂(只能培植革蘭氏陰性菌)。檢測綠膿桿菌主要是基於一系列的生化及診斷學測試。綠膿桿菌常帶特徵性水果味，此可作為實驗室及臨床診斷綠膿桿菌感染的線索。
綠膿桿菌會產生抑制細胞蛋白質的合成作用的外毒素A(exotoxin A)，並且會產生損害人類鼻纖毛功能和破壞呼吸道上皮的綠膿菌素(pyocyanin)，這種藍色色素也是吞噬細胞的促炎因子之一。此外，綠膿桿菌還會產生其他三種可溶性蛋白──細胞毒素(25kDa)，又稱為殺白細胞素(leucocidine)〉和兩種溶血素，一個是磷脂酶(phospholipase)，另一個是卵磷脂酶(lecithinase)。綠膿桿菌產生的黏液外多醣(mucoid exopolysaccharide)稱為藻酸鹽(alginate)，其黏液會形成生物膜，協助細菌附著，使宿主的防禦機制無法攻擊細菌，如淋巴細胞、巨噬細胞、呼吸道的纖毛作用、抗體或補體作用。藻酸鹽也是甘露糖醛酸(mannuronic acid)和葡萄糖醛酸(glucuronic acid)的重複聚合物。

而目前已知不帶毒力作用的螢光嗜鐵素Pyoverdine和綠膿菌素(Pyocyanin)結合,在紫外光(Woods light)激發下，
出現綠膿桿菌特異性的亮綠色螢光,培養基所含的Cetrimide具選擇性
可抑制部分G(+)及G(-)菌生長,而氯化鎂和硫酸鉀可幫助Pyoverdine產生。
目前在臨床上,也可使用MALDI-TOF-MS進行快速鑑定。

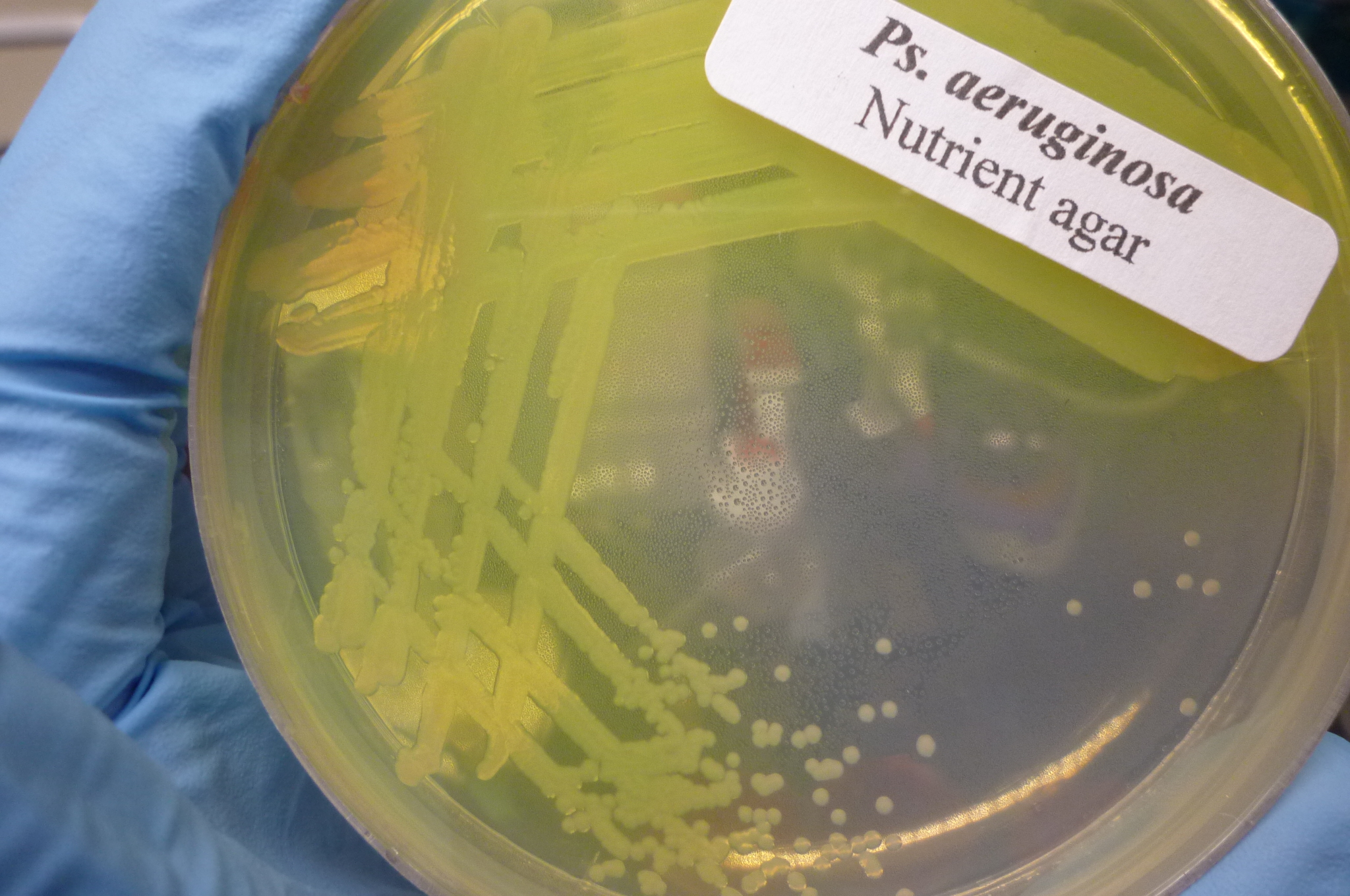
綠膿桿菌培養基

## 治療
綠膿桿菌經常會從有菌的環境（如口腔棉棒、痰或其他）下，雖不是感染，但只是定植。從這些有菌的環境中隔離綠膿桿菌須特別小心，而在進行前須得微生物學家或傳染病學專家的意見。一般來說治療是不需要的。
當綠膿桿菌從無菌環境（血液或骨骼）中隔離時，須小心地處理，及差不多每次也需要接受治療。
綠膿桿菌天生對大部份抗生素有抗藥性，而且能快速地產生抗藥性突變。一般結合兩種抗生素(氨基糖苷類抗生素，β-内酰胺类抗生素或喹諾酮類抗生素)採用進取的抗菌治療。
一般治療須由實驗室敏感性協助治療，而非只憑經驗選擇抗生素的種類。若已經使用了抗生素，其繁殖情況必須盡力了解及經常檢討抗生素的效用。
能有效對抗綠膿桿菌的抗生素包括：
- 氨基糖苷類抗生素（慶大霉素、丁胺卡那黴素、妥布黴素、阿米卡星等）
- 部分喹諾酮类抗菌药（環丙沙星及左氧氟沙星，但不包括莫西沙星）
- 部分第三代（头孢哌酮、头孢他啶）及第四、第五代頭孢菌素（头孢吡肟（英语：cefepime）、头孢洛林等）以及头孢菌素复方制剂（头孢哌酮舒巴坦钠（英语：Cefoperazone/sulbactam））
- 哌拉西林、替卡西林、羧苄西林、磺苄西林、阿洛西林、美洛西林、阿帕西林、卡茚西林、卡非西林（綠膿桿菌本質上能抵抗所有其他的青黴素类抗生素）
- 碳青霉烯（多利培南、美羅培南、亞胺培南、亚胺培南/西司他丁、帕尼培南、比阿培南，但不包括厄他培南）
- 氨曲南、卡芦莫南
- 多粘菌素类抗生素
- 磺胺嘧啶银（仅局部皮膚用药）

由于临床上绿脓杆菌全身感染患者（尤其是重症患者）一般为混合感染，故一般治疗全身感染时优先使用头孢菌素复方制剂（如头孢哌酮舒巴坦钠）或碳青霉烯（如亚胺培南/西司他丁）来确保抗菌谱能覆盖大部分致病菌，若样本检测出耐药綠膿桿菌菌株，则加用氨基糖苷類抗生素（一般是阿米卡星）或喹諾酮類（一般采用環丙沙星），若仍然耐藥，則改用多粘菌素B。單環β内酰胺類抗生素和抗綠膿桿菌青黴素類則應用於局部輕症感染（如泌尿系統感染等）。

## 外部連結
- 微生物免疫學- Pseudomonas aeruginosa(綠膿桿菌) （页面存档备份，存于）